# Complexes familiaux
 (avril 2015).
Si vous disposez d'ouvrages ou d'articles de référence ou si vous connaissez des sites web de qualité traitant du thème abordé ici, merci de compléter l'article en donnant les références utiles à sa vérifiabilité et en les liant à la section « Notes et références ».
Les complexes familiaux est l'un des premiers textes de Jacques Lacan, est la réunion de deux articles écrits en 1936 pour l'Encyclopédie française à la demande du professeur de psychologie Henri Wallon. Après de multiples révisions opérées par les éditeurs et Lacan, ils furent publiés en 1938 dans le volume VIII de l'Encyclopédie intitulé "La vie mentale".
Le texte sur les complexes familiaux est un texte important, car il résume l'intervention de 1936 à Marienbad sur le "stade du miroir":
de son titre original complet "Les complexes familiaux dans la formation de l'individu", c'est un texte de transition parce qu'il comporte l'ensemble de la refonte conceptuelle d'avant-guerre de Lacan et une amorce de définition de notions nouvelles d'un système en pleine élaboration.
Ce texte est réputé être obscur. Cependant, grâce aux multiples réécritures, Lacan en a fait une suite dense, mais d'une logique implacable.
Il faut lire ce texte comme un théorème mathématique où chaque terme de l'énoncé est signifiant et où les termes sont reliés entre eux par une structure complexe mais puissamment articulée.

## La famille
Lacan pose d'abord les principes sur lesquels il va construire son raisonnement en donnant la définition précise de la famille à partir de laquelle il va construire l'échafaudage des complexes.
La famille, qu'elle soit humaine ou animale, est déterminée par une double relation biologique :
- la génération, qui permet la constitution du groupe
- les conditions de milieu (Umwelt), qui permettent le maintien de ce groupe en assurant le développement des jeunes.

Mais l'espèce humaine se caractérise par un développement singulier des relations sociales, complètement distinct des instincts, de la biologie. Des comportements adaptatifs d'une variété infinie sont ainsi permis. Ce qui donne lieu à la fois à conservation, transmission des valeurs et progrès. Œuvre collective de l'ordre de la culture, terme que Lacan emploie ici au sens allemand de civilisation.

## Les trois complexes familiaux: sevrage, intrusion, Œdipe.
Ces trois complexes sont à entendre comme trois "phases" et préfigurent ce que Lacan développera après-guerre dans la topique du réel, de l'imaginaire et du symbolique.
Qu'est-ce que le complexe pour Lacan ? Le complexe se comprend par sa référence à l'objet.
Il se développe selon trois instances :
- son contenu est représentatif d'un objet, c'est une image (par exemple image du sein). C'est une relation de connaissance à cet objet.

- Sa forme est caractéristique de l'étape de développement psychique à laquelle il se forme. C'est son organisation affective. Elle est liée à une étape vécue de l'objectivation (par exemple le complexe du sevrage).

- Son activité est la capacité de répétition dans le vécu de la réalité de l'"ambiance" qui a présidé à la formation du complexe (par exemple le sentiment océanique, le désir de fusionner avec la totalité). Cette répétition se produit lors d'épreuves au choc du réel au cours de la vie. Elle montre une carence objective dans une situation actuelle.

Dans la famille humaine, l'objectivation ne se fait pas en fonction d'une fixité instinctive, mais chaque forme nouvelle surgit des conflits de la précédente avec le réel.
Les complexes sont des facteurs essentiellement inconscients et c'est dans l'expression inconsciente (rêve, lapsus) que se révèle leur unité. L'élément fondamental en est une représentation inconsciente: l'image.

## Prématurité de l’humain
Le complexe du sevrage forme l'image du sein maternel, c’est-à-dire de l'habitat intra-utérin. La vie intra-utérine garantissait des conditions d'ambiance et de nutrition qui formaient un équilibre parasitaire. Cet équilibre est rompu par la naissance. L'enfant présente une impuissance vitale (non myélinisation des centres nerveux, retard des appareils et des fonctions, chaos de sensation, manque de coordination motrice…) qui dure au-delà des deux premières années. Pendant les six premiers mois de la vie, le petit être humain vit en effet un malaise primordial dû à une adaptation insuffisante à la rupture de la vie intra-utérine. La réalité sur laquelle se fonde le complexe du sevrage est la nécessité pour le nourrisson humain d'une vie parasitaire dans les premiers temps après sa naissance. Par complexe du sevrage, Lacan entend un processus de rupture avec la vie parasitaire indépendant du processus de l'ablaction (fin de l'allaitement).
L'ablactation ne fait que donner la première et la plus adéquate expression psychique à l'imago d'un sevrage plus ancien qui est celui de la naissance, séparation toujours prématurée du sein maternel et "que nul soin maternel ne peut compenser".

## Morcellement de l’image du corps
Le complexe d'intrusion signe la constitution de l'identité, de l'unité du corps.
Son contenu est l'imago de l'autre, sa forme celle de la perception de la forme du semblable. L'âge de son développement est situé par Lacan entre 6 mois et 2 ans. Son moment génétique est le stade du miroir, que Lacan décrira en 1949 comme un cas particulier de la fonction de l'imago qui est d'établir une relation de l'organisme à sa réalité, c’est-à-dire de l'Innenwelt à l'Umwelt. L’activité du complexe d’intrusion, c’est-à-dire sa capacité de répétition dans le vécu de la réalité lors d'épreuves du réel au cours de la vie est la jalousie infantile, qui se retrouve par exemple plus tard dans la jalousie amoureuse.
Les progrès de la psychologie ont permis selon Lacan de comprendre qu'il ne s'agit pas ici d'une rivalité vitale, mais d'une identification mentale.
Alors que le sentiment de malaise diffus lié à la prématurité constitutionnelle de l'être humain formait le fonds du complexe de sevrage, dans le complexe d'intrusion, c'est d'un corps donné par la proprioceptivité comme morcelé, victime d'une incoordination prolongée, et présentant une discordance des pulsions et des fonctions qu'il faut triompher en lui donnant une unité.
Les tendances psychiques visent alors à un "recollement du corps propre", mais aussi à un ordonnancement de l'espace, lui aussi vécu jusqu'alors comme morcelé et conquis par les statiques successives de l'enfant.
Si l'intrusion de l'autre se produit au moment où le sujet est en proie au désarroi du sevrage, la réactivation successive du sevrage, amène le sujet à une régression qui évolue, dans ses formes pathologiques selon le destin de l'individu, comme régression en psychose schizophrénique ou névrose hypocondriaque, ou comme destruction imaginaire en impulsions perverses ou culpabilité obsessionnelle.
En revanche, si l'intrusion de l'autre survient après le complexe d'Œdipe, il est adopté sur le plan des identifications parentales qui est une structure plus riche. Il n'est plus un obstacle ou un reflet, mais une personne digne d'amour ou de haine. Les pulsions agressives se subliment en tendresse ou en sévérité.

## Puberté psychologique
Dans les "Complexes familiaux", Lacan remet en question la primauté du complexe d'Œdipe dans les relations psychiques de la famille humaine posé par Freud. Lacan situe l'apogée des pulsions génitales de l'enfant dans la 4e année et en parle comme d'un puberté psychologique prématurée par rapport à la puberté physiologique. On retrouve donc ici la notion de prématurité qu'il avait appliquée à la naissance et son complexe du sevrage.
La prématurité des pulsions par rapport au parent de sexe opposé engendre une frustration que l'enfant rapporte au tiers objet, le parent de même sexe, désigné comme obstacle à la pulsion. D'un autre côté, l'intuition que l'enfant a de la relation sexuelle de ce parent avec le parent désiré, est pour lui un exemple de transgression d'un interdit qui lui est posé à lui.
La personne de même sexe est donc à la fois agent d'interdiction et de transgression. La tension trouve une double résolution dans le refoulement de la tendance sexuelle qui forme le surmoi (répression de la sexualité), et dans la sublimation de la réalité qui forme l'idéal du moi. Ces deux instances restent inscrites dans le psychisme de manière permanente.
L'analyse de l'Œdipe donne l'occasion à Lacan de poser la question des formes sociales. Le matriarcat, en séparant les fonctions de répression et de sublimation chez le père, amène certes une harmonie et on constate l'absence de certaines névroses liées à la double fonction du père dans le patriarcat. Mais c'est aussi le lieu de la stagnation sociale et celui des rigueurs cruelles (sacrifices humains) liés aux fantasmes de la relation primordiale à la mère.
Le patriarcat émancipe de cette tyrannie matriarcale et marque la fin du meurtre royal, dont la promesse d'Abraham est la figure la plus connue. Ainsi, le patriarcat introduit dans la répression un idéal de promesse . La culture patriarcale affirme doublement les exigences de la personne et l'universalisation des idéaux. Ces derniers trouvent leur expression dans la structure sociale par l'extension des droits et des privilèges à l'ensemble d'une société. La structure moderne de la famille et l'institution du mariage sont marqués par cette individualisation avec la prépondérance personnelle du conjoint qui s'y est instaurée au détriment du choix social .
C'est dans ce contexte qu'il faut analyser et comprendre l'angoisse de l'homme moderne.
La structure familiale montre une puissance dans la production des conditions morales de la création nées de la sublimation qui dépasse toute rationalisation éducative. Permettre à chacun "de conclure selon ses désirs" est une puissance qui s'oppose aux théories d'une éducation sociale à visée totalitaire.